# Parc d'État de Pedra Branca
Le Parc d'État de Pedra Branca est une zone de conservation de l'environnement située dans la Zone Ouest de la ville de Rio de Janeiro, au Brésil. Elle est considérée comme l'une des plus grandes forêts urbaines du monde, couvrant 12 500 hectares, et la plus importante de Rio après la forêt de Tijuca : elle couvre 10% du territoire municipal.

## Caractéristiques
Le Pico da Pedra Branca, avec 1 025 mètres d'altitude, est le point culminant de la ville de Rio de Janeiro. Il est situé à la frontière entre les quartiers de Jacarepaguá et Campo Grande, pouvant être vu depuis quelques endroits des quartiers de Bangu, Campo Grande et Baixada de Jacarepaguá. Sa constitution rocheuse est composée de granites de couleur rose à clair – d'où le nom de Pierre Blanche (Pedra Branca). Le pic est l'un des points les plus isolés de la ville, en raison des quelques sentiers existants et des quelques routes goudronnées qui donnent accès au pied du pic. La principale voie d'accès passe par le siège du noyau Pau da Fome à Jacarepaguá et par Campo Grande.
À l'intérieur du parc se trouve un complexe de voies d'escalade à Pedra Hime (356 mètres de haut), également connue sous le nom de "Pedra do Canino", avec différents degrés de difficulté .

## Biome
Le parc est recouvert de végétation typique de la forêt atlantique (cèdres, jacaranda, Jequitibás et ipe) qui sert d'abri à de nombreux animaux comprenant le puma, l'ocelot, le paresseux, le tamandua, le paca, le tatou, le tégu, le coandou, le toucan, la pénélope et les agoutis. En plus du patrimoine naturel varié, on trouve quelques édifices d'intérêt culturel, tels que d'anciens aqueducs, des barrages, des ruines d'anciennes fermes et un portique. Dans les environs du noyau Pau da Fome se trouve le musée d'art contemporain Bispo do Rosário, ainsi que la maison de l'ancien siège de la ferme Piraquara datant du XVIIIe siècle et l'Aqueduc Veiga Brito des années 60, qui alimente encore une grande partie de la ville de Rio.

## Images

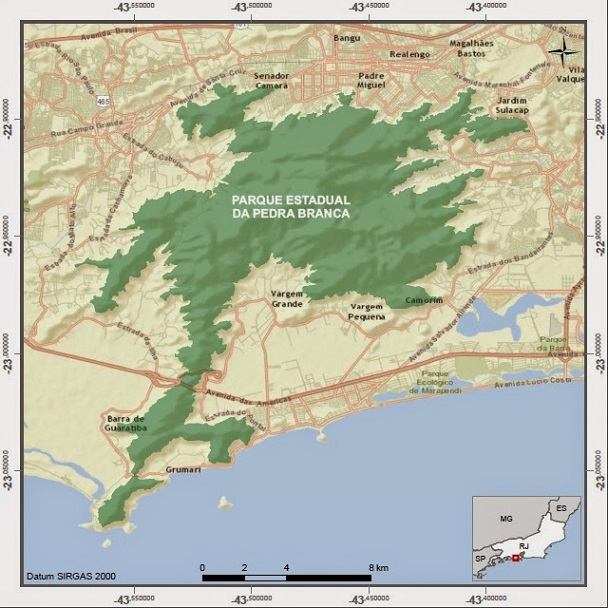
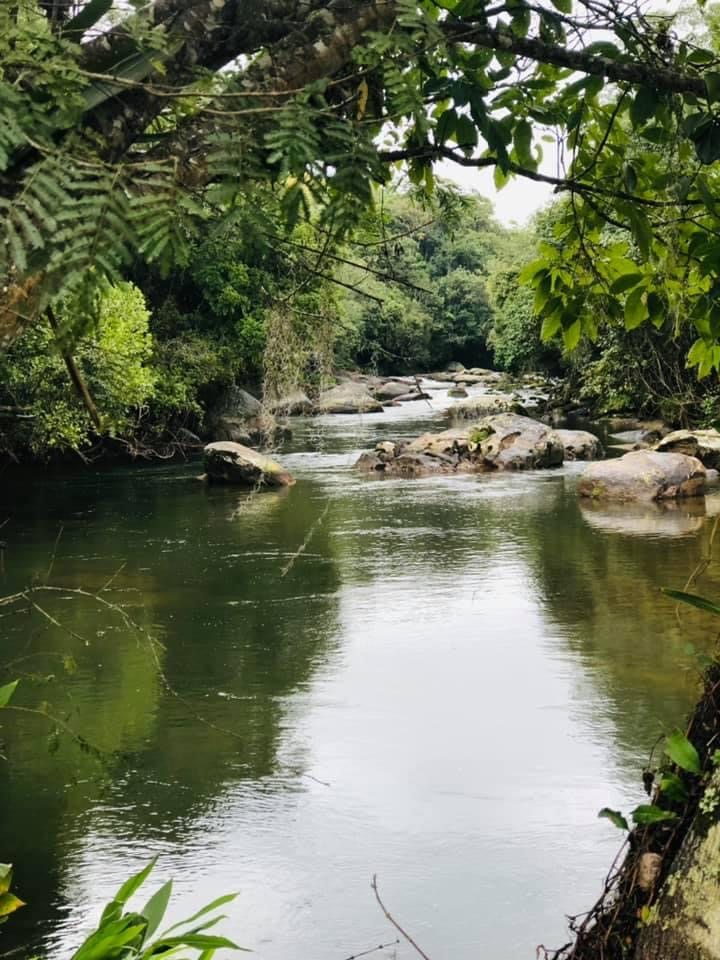
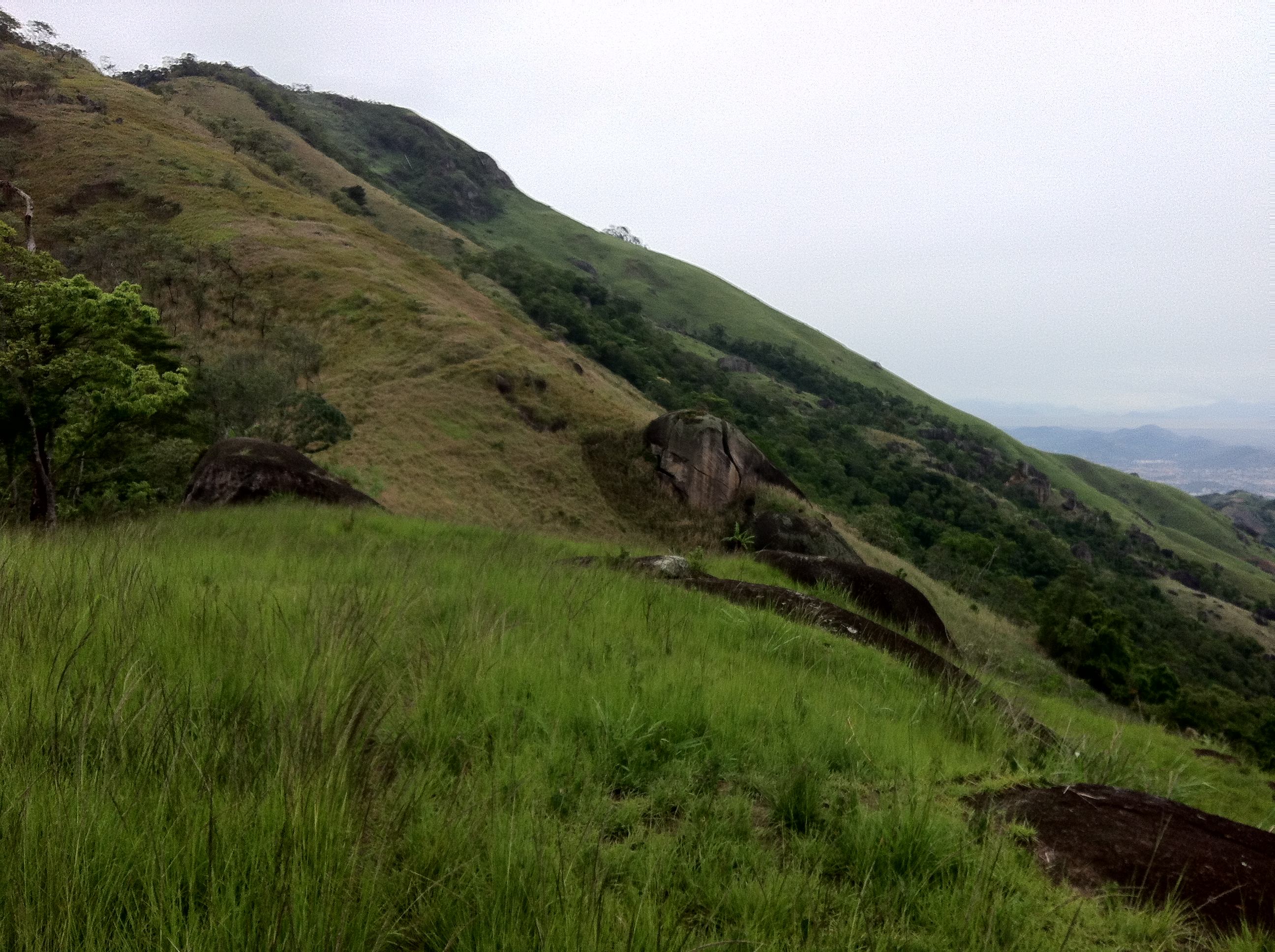
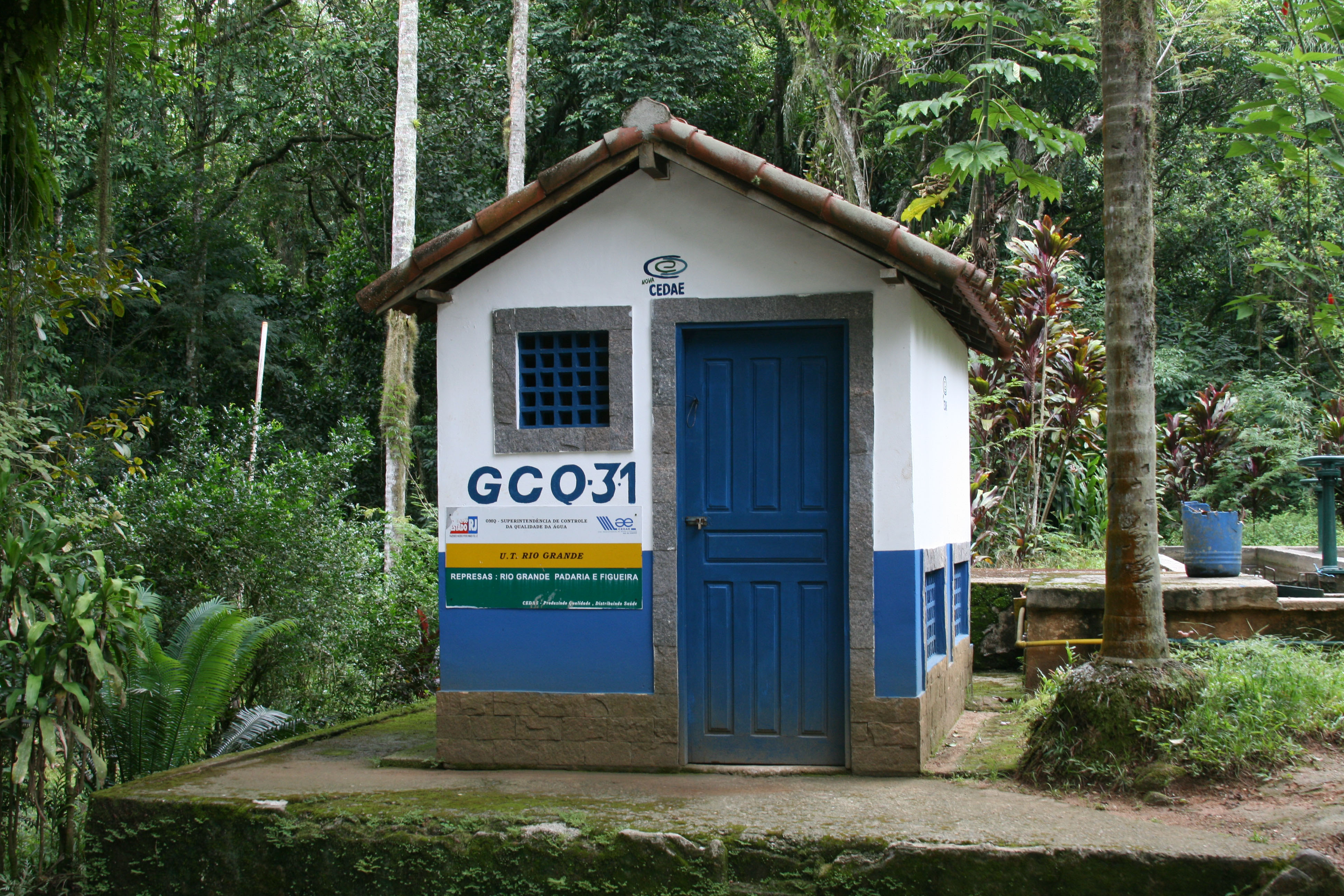
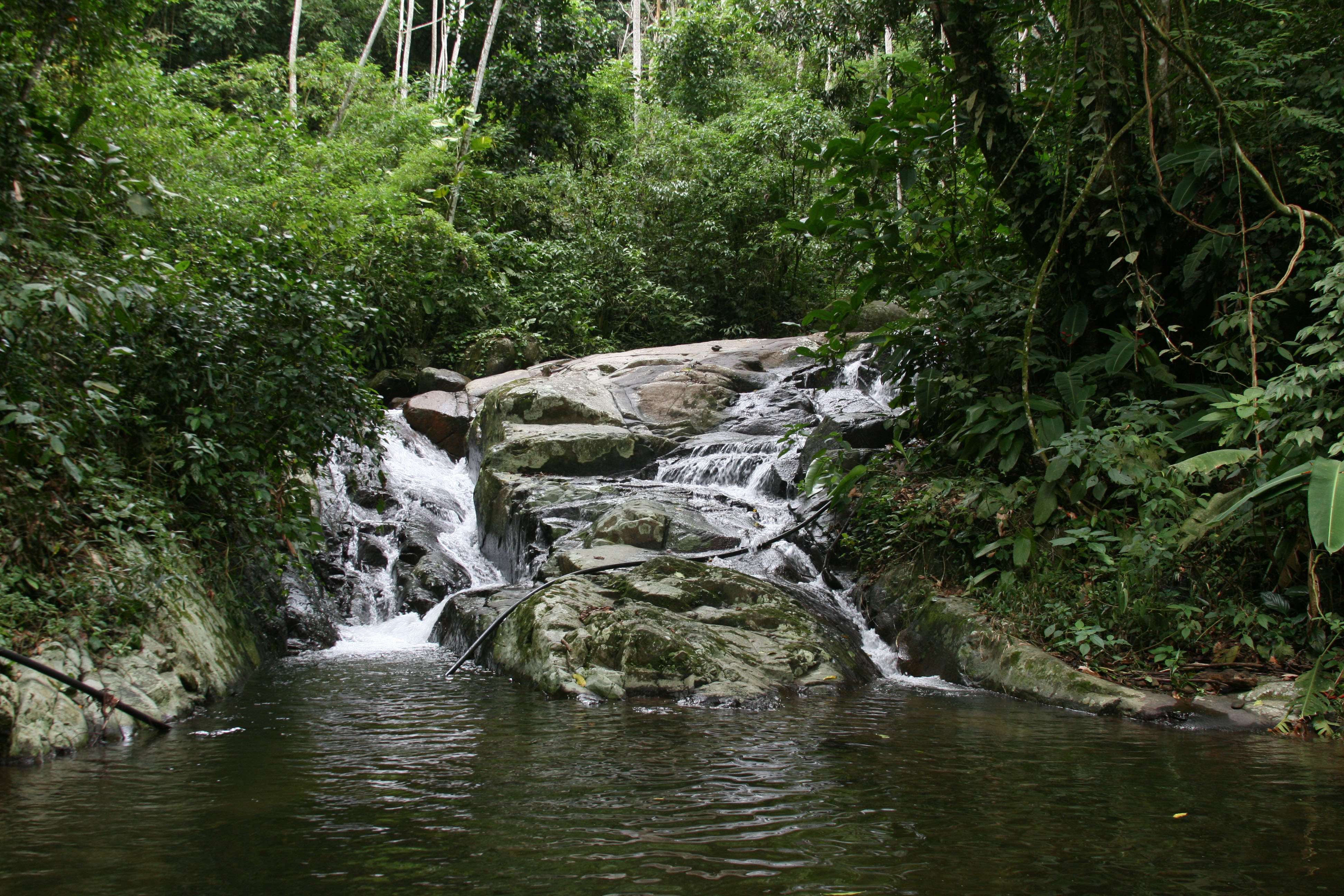
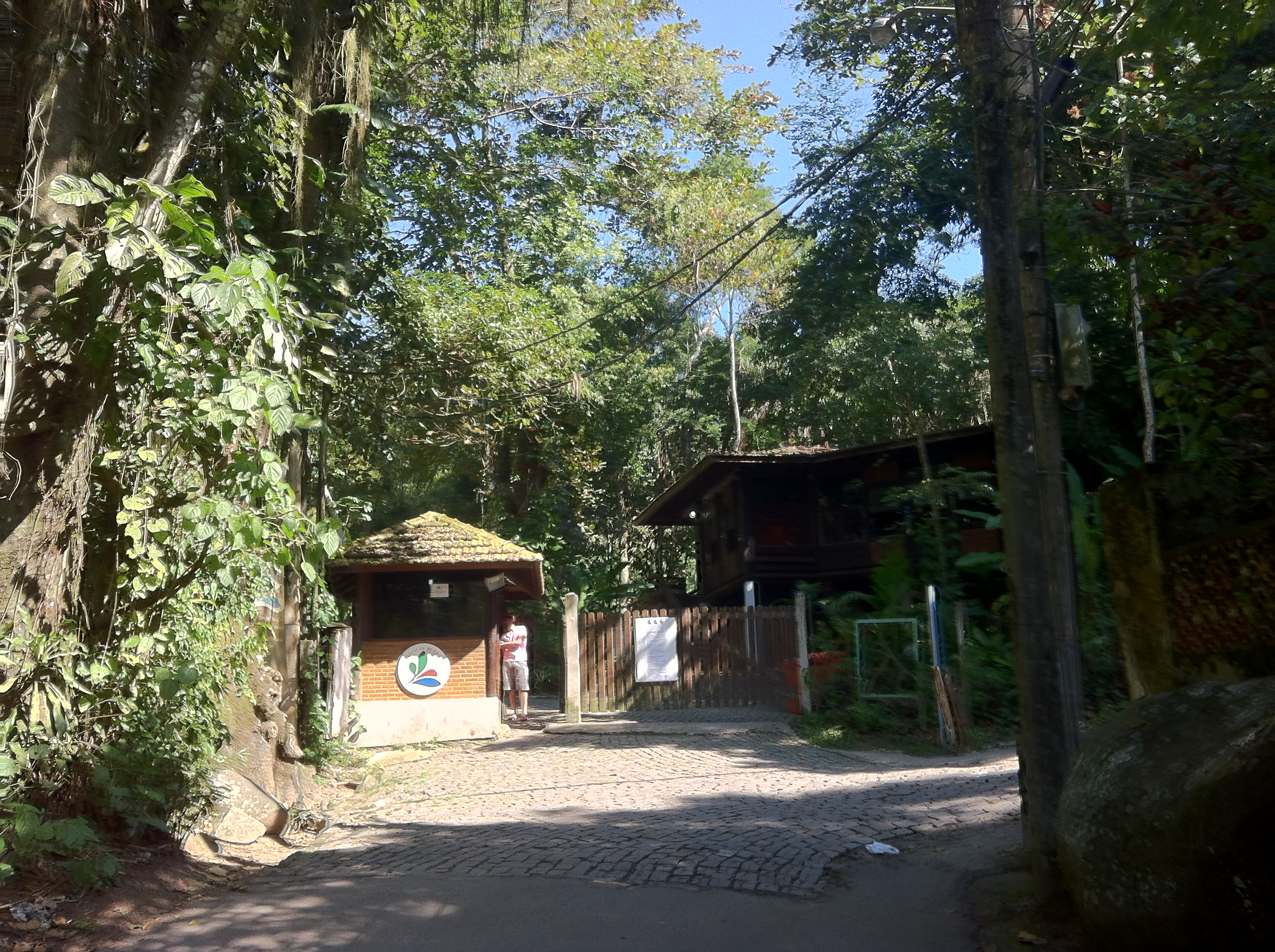
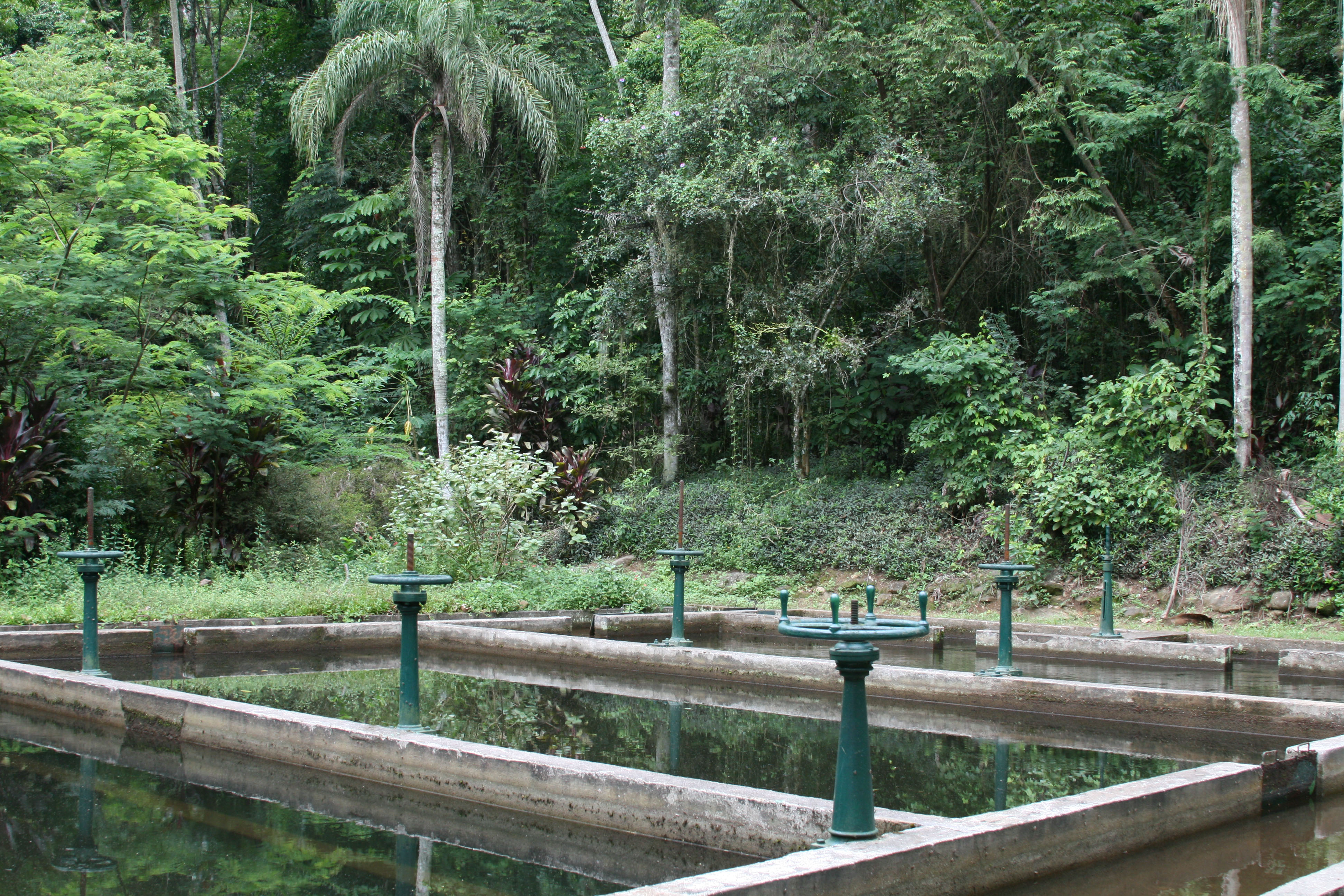
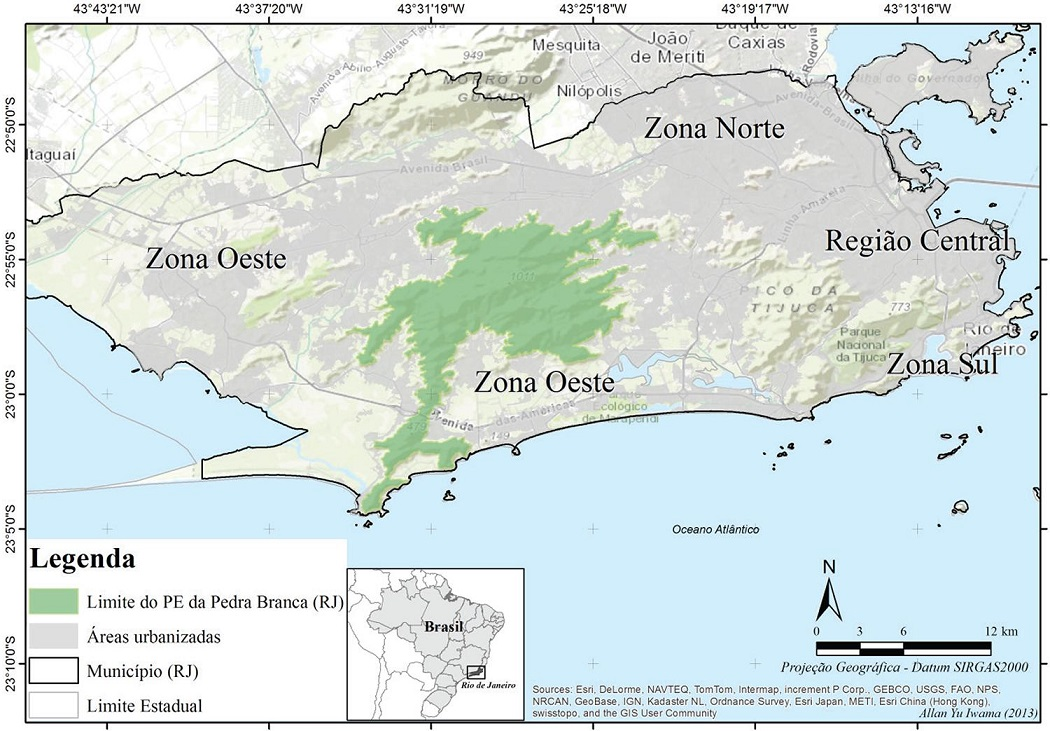

## Source de traduction
- (pt) Cet article est partiellement ou en totalité issu de l’article de Wikipédia en portugais intitulé « Parque Estadual da Pedra Branca » (voir la liste des auteurs).